# IC 4940
IC 4940 — галактика типу NF (в процесі підтвердження) у сузір'ї Стрілець.
Цей об'єкт міститься в оригінальній редакції індексного каталогу.